# Pagyda
Pagyda is een geslacht van vlinders uit de familie van de grasmotten (Crambidae), uit de onderfamilie van de Pyraustinae. De wetenschappelijke naam voor dit geslacht is voor het eerst voorgesteld door Francis Walker in een publicatie uit 1859.

## Soorten
- Pagyda amphisalis (Walker, 1859)
- Pagyda arbiter (Butler, 1879)
- Pagyda argyritis Hampson, 1899
- Pagyda atriplagiata Hampson, 1917
- Pagyda auroralis (Moore, 1888)
- Pagyda botydalis (Snellen, 1880)
- Pagyda calida Hampson, 1899
- Pagyda citrinella Inoue, 1996
- Pagyda discolor Swinhoe, 1894
- Pagyda exalbalis Hampson, 1896
- Pagyda fumosa Kenrick, 1912
- Pagyda furcatalis Swinhoe, 1900
- Pagyda griseotincta Caradja, 1939
- Pagyda holonalis Swinhoe, 1900
- Pagyda lustralis Snellen, 1890
- Pagyda nebulosa Wileman & South, 1917
- Pagyda nitidalis Pagenstecher, 1900
- Pagyda orthocrates Meyrick, 1938
- Pagyda parallelivalva Li, 2019
- Pagyda perlustralis Rebel, 1915
- Pagyda poeasalis (Walker, 1859)
- Pagyda pullalis Swinhoe, 1903
- Pagyda pulvereiumbralis (Hampson, 1918)
- Pagyda pulverulenta Swinhoe, 1901
- Pagyda quadrilineata Butler, 1881
- Pagyda quinquelineata E. Hering, 1903
- Pagyda recticlavata Li, 2019
- Pagyda rubricatalis Swinhoe, 1890
- Pagyda salvalis Walker, 1859
- Pagyda schaliphora Hampson, 1899
- Pagyda sounanalis Legrand, 1966
- Pagyda straminealis Hampson, 1896
- Pagyda tremula Meyrick, 1932
- Pagyda trivirgalis Joannis, 1932